# Blind ermittelt – Die toten Mädchen von Wien
Blind ermittelt – Die toten Mädchen von Wien ist ein österreichischer Fernsehfilm der Krimireihe Blind ermittelt aus dem Jahr 2018 von Jano Ben Chaabane mit Philipp Hochmair und Andreas Guenther in den Hauptrollen. Der Film wurde am 5. Mai 2018 im ORF und im Ersten erstmals ausgestrahlt.

## Handlung
Alexander „Alex“ Haller, der zusammen mit seiner Schwester Sophie ein Hotel geerbt hat, ist ein blinder, ehemaliger Wiener Chefinspektor, der einen Sprengstoffanschlag durch eine Autobombe zwei Jahre zuvor nur schwer verletzt überlebte und dabei sein Augenlicht und damit auch seinen Beruf verlor. Bei dem Anschlag wurde seine Lebensgefährtin, die Staatsanwältin Kara Hoffmann, getötet. Alexander Haller gibt sich die Schuld an ihrem Tod und glaubt, dass der Anschlag ihm gegolten habe. Im nächtlichen Wien kann der aus Berlin stammende Taxifahrer Nikolai Falk verhindern, dass Haller aus Verzweiflung Selbstmord begeht. Aus der Zufallsbekanntschaft entwickelt sich in der Folge ein ungleiches Ermittlerduo. 
Für neuen Lebenssinn sorgt der für Karas Ermordung verurteilte Udo Strasser, der aus der Haft geflohen ist, um seine Unschuld zu beweisen und somit auch Haller überzeugt, dass der wahre Täter von damals noch auf freiem Fuß ist. Haller untersucht ohne Polizeimarke und mit ungewöhnlichen Methoden Karas letzten Fall. Die Spur führt dabei zu einem Mädchenhändler-Ring, dem die Belarussin Adna entkommen ist. Hallers Nachfolgerin Laura Janda und ihr früherer Chef Oberstaatsanwalt Arthur Pohl sind allerdings wenig begeistert, dass Haller nun auf eigene Faust, unterstützt von Fahrer Nikolai, ermittelt. Den Nachteil, nicht sehen zu können, versucht Haller zu seinem Vorteil zu nutzen, da ihn andere dadurch unterschätzen. Neben einem ausgeprägten Gehör und Geruchssinn verfügt er unter anderem über die Fähigkeit, den Inhalt von Schallplatten durch Abtasten der Rillen zu erkennen.
Der frühpensionierte Ex-Polizist Weber, der damals nachweisen konnte, dass Strasser den Sprengstoff besorgt hatte, wird von Haller und Falk erschossen aufgefunden. Außerdem findet die Polizei auf einem Feld ein auf der Flucht erschossenes Mädchen, in der Nähe treffen sie auf die auf der Flucht angeschossene Adna, die sie ins Krankenhaus bringen. Dort taucht Pavel auf, der wahre Mörder von Kara Hoffmann, der für den Mädchenhändler-Ring arbeitet, wo er auf Haller trifft. Haller erkennt ihn an seinem charakteristischen Pfeifen vom damaligen Tatort wieder. Pavel entführt Adna aus dem Krankenhaus.
In den Haller von Pohl zur Verfügung gestellten Akten von Karas letztem Fall, bei dem vier Mädchen getötet wurden, fehlt der Obduktionsbericht. In Karas Tagebüchern findet Haller den Hinweis „Unterlagen verschwunden“ und „habe W. in Verdacht“. Haller vermutet, dass damit Weber gemeint war, der damals ermittelte. Auch im Fall des ermordeten Ministerialrates Faber waren laut ihrem Tagebuch Unterlagen verschwunden.
In Webers Wohnung findet Haller durch Abklopfen der Wände hinter einer Tapete eine Schallplatte, auf der Schreie eines Mädchens zu hören sind. Haller glaubt nicht, dass die Schreie gespielt sind. Kriminaltechniker Kühberger erkennt die Platte wieder. Er hatte sie vor zwei Jahren bereits im Zusammenhang mit der Ermordung von Ministerialrat Faber gesehen.  Sie verschwand jedoch, bevor er diese untersuchen konnte. Janda findet zwischenzeitlich eine Kopie des Obduktionsberichtes der vier Mädchen. Es konnte keine Todesursache festgestellt werden. Es fand sich aber eine Absplitterung in der Höhe des Herzens, die von einem spitzen Gegenstand verursacht wurde. Kühberger findet auf den Akten und der Schallplatte übereinstimmende Fingerabdrücke. Bei der Platte handelt es sich um keine Industriepressung, die Aufnahme erfolgte mit einem Vinylrecorder.
Pohl gesteht Haller, die letzten Schreie der Mädchen vor deren Tod auf Vinyl aufgezeichnet zu haben, weil nach seiner Aussage alles in der „Urerfahrung des Schreies“ wurzele. Kara Hoffmann sei ihm auf Schliche gekommen, deshalb musste sie sterben. Strasser und Weber waren lediglich Bauernopfer. Haller schafft es, sein Geständnis auf seinem Mobiltelefon aufzuzeichnen, bevor ihn Pohl mit einem Elektroschocker außer Gefecht setzt. Pohl flüchtet, um die Schreie weiterer Mädchen, darunter Adna, auf Schallplatte aufzuzeichnen und als Unikate an Kunstliebhaber zu versteigern. Haller und Falk können Adna in letzter Sekunde befreien. Pavel wird von Strasser erschossen, Pohl und Lukas, ein weiterer Mitarbeiter des Ringes, werden von der Polizei festgenommen.

## Produktion

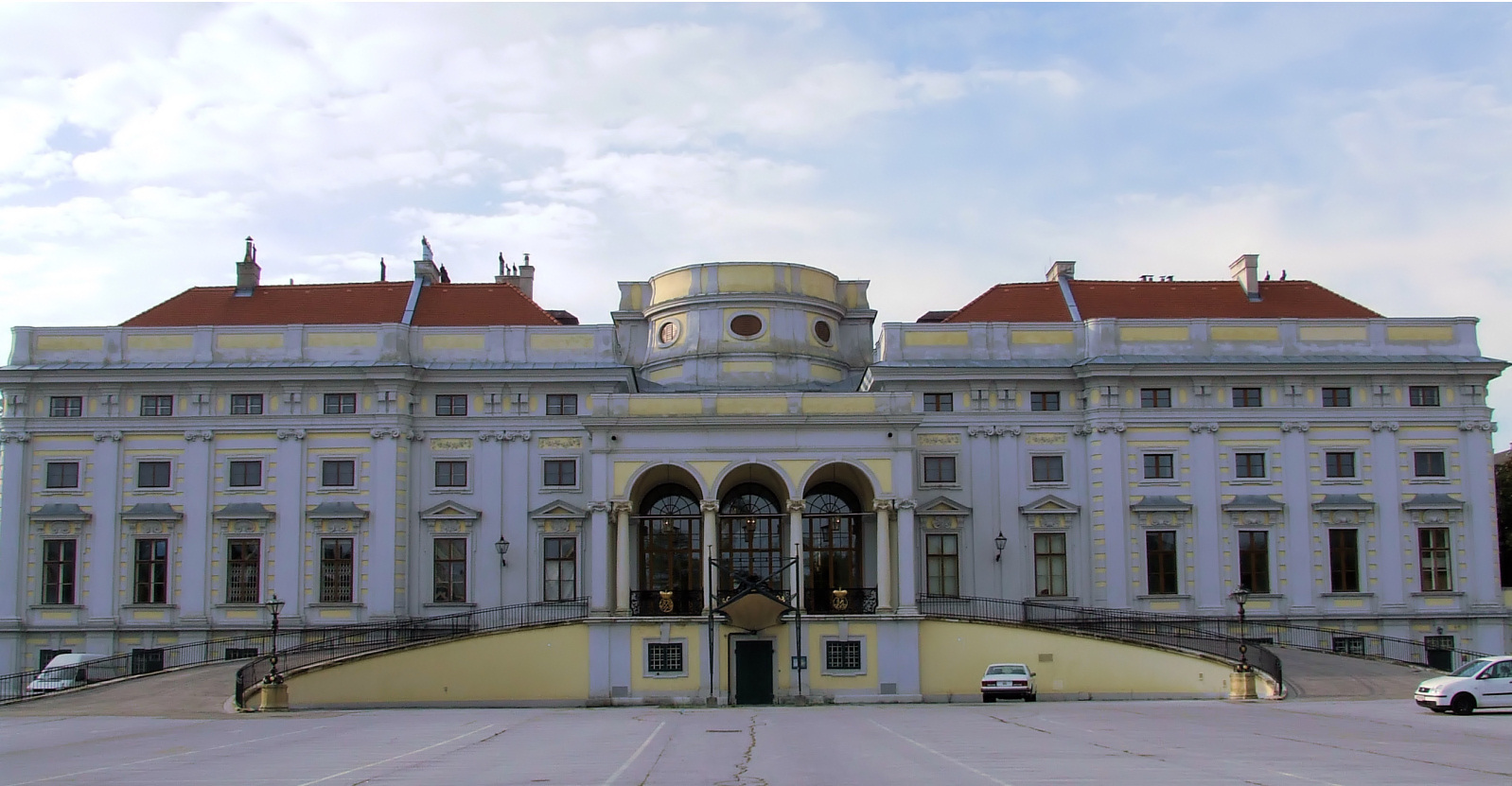
Einer der Drehorte: Das Palais Schwarzenberg

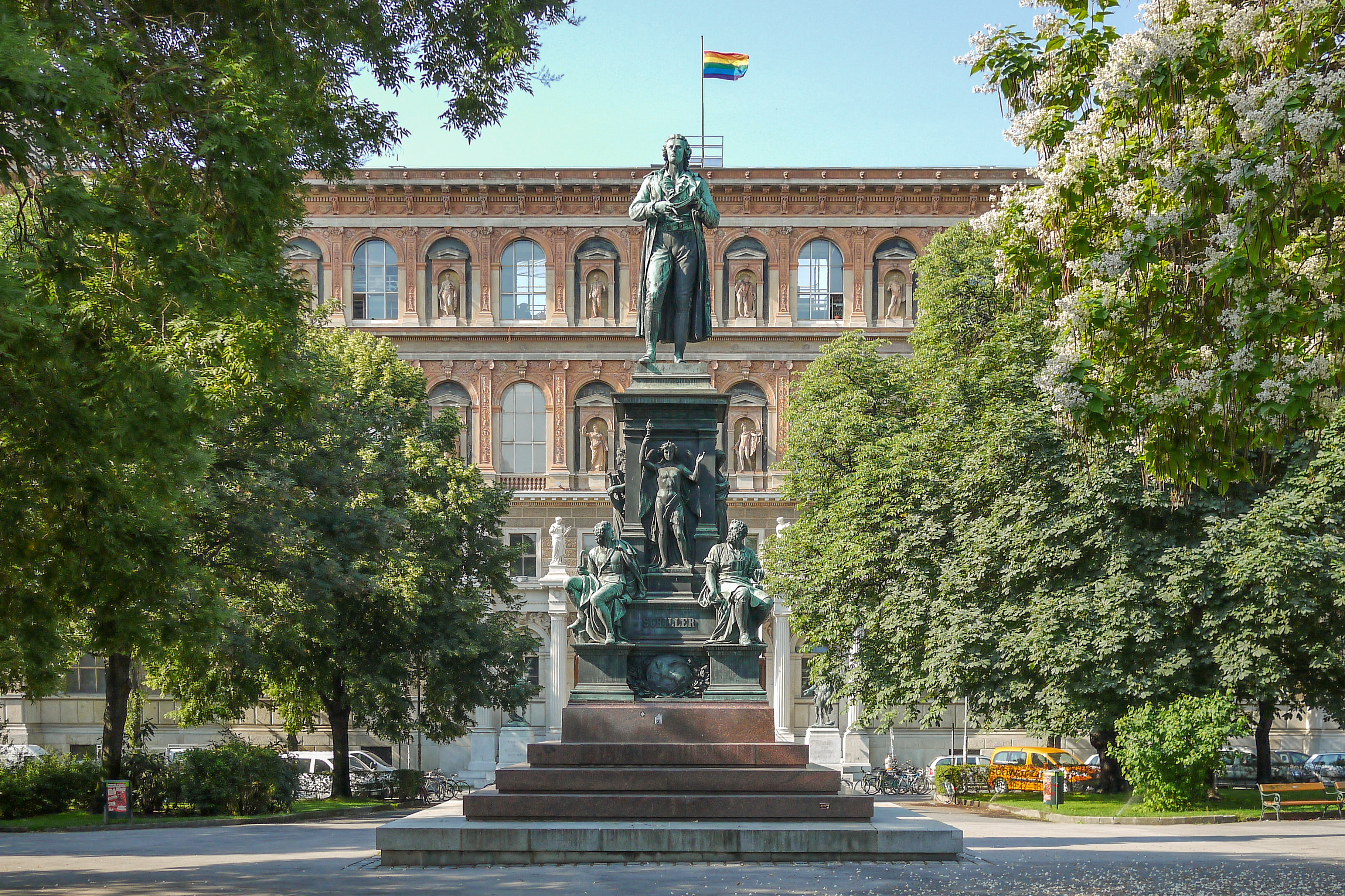
Wiener Schillerplatz mit der Akademie der bildenden Künste Wien

Die Dreharbeiten fanden vom 6. November bis zum 15. Dezember 2017 statt. Gedreht wurde in Wien und Umgebung. Drehorte waren unter anderem der Wiener Schillerplatz, die Akademie der bildenden Künste Wien, das Palais Schwarzenberg und das Hotel Ritz-Carlton.
Produziert wurde der Film von der österreichischen Mona Film Produktion GmbH der Produzenten Thomas Hroch und Gerald Podgornig. Beteiligt waren der Österreichische Rundfunk und die ARD (Degeto Film), unterstützt  vom Fernsehfonds Austria und dem Filmfonds Wien.
Für das Kostümbild zeichnete Theresa Ebner-Lazek verantwortlich, für das Szenenbild Katharina Haring und Nina Salak, für den Ton Hjalti Bager-Jonathansson und für das Maskenbild Michaela Payer und Danijela Ibricic. Philipp Hochmair bereitete sich auf seine Rolle unter anderem mit einem Besuch einer Ausstellung von Dialog im Dunkeln vor.

## Rezeption

### Kritiken
Volker Bergmeister schrieb bei tittelbach.tv, dass in Österreich munter mit Kommissar-Figuren experimentiert werde. Nach Die Toten von Salzburg, mit einem Ermittler im Rollstuhl, tappe der Held dieses Krimis in doppeltem Sinn im Dunkeln. „Der Debütfilm von Jan Ben Chaabane bietet spannende Unterhaltung und zeigt Philipp Hochmair und Andreas Guenther als unkonventionelles Ermittler-Duo.“
Barbara Dürnberger meinte in der Wiener Zeitung, dass das Drehbuch ein wenig an die Netflix-Produktion Marvel’s Daredevil erinnere, in der der blinde Anwalt Matt Murdock für Gerechtigkeit kämpft, und schrieb „Daredevil trifft auf Wiener Schmäh. Kann das gut gehen? Ja, durchaus.“ Der Film setze sowohl durch das ungleiche Ermittlerteam als auch mit einem morbiden, fast schon unglaublichen Ende, neue Akzente innerhalb der übersättigten deutschsprachigen Krimilandschaft.
Oliver Jungen befand in der FAZ, dass die Autoren mit dem lebenslustigen Falk und dem depressiven Haller „eine kräftige Prise Ziemlich beste Freunde in den Plot gerührt“ haben. Der Film sei „ästhetisch überzeugend, aber inhaltlich arg geheimnislos“, die Handlung nach „Degeto-Holzschnitt“. Allzu grob gezeichnete Figuren sorgten dafür, dass der Film sein Potential nicht im Ansatz ausspielen könne, die Bösewichte wirkten unpassend clownesk.
Daland Segler von der Frankfurter Rundschau fühlte sich an den Film Blow Out – Der Tod löscht alle Spuren erinnert, in dem ein Tontechniker den Todesschrei einer jungen Frau aufnimmt.
Eric Leimann schrieb im Weser-Kurier, dass man bei der gemeinsamen Entwicklung einer Reihe oder Serie für Österreicher und Deutsche die unterschiedlichen Vorlieben der Zuschauer im Blick haben müsse. Der Österreicher liebe es düster, versponnen und gerne ein bisschen „drüber“. In Deutschland möge es das TV-Publikum zurückhaltender und berechenbarer. Aufgrund der Diskrepanz erreichten gefeierte Ösi-Serien in Deutschland oft nicht das ganz große Publikum. Die Drehbuchautoren fanden einen guten Kompromiss zwischen den Regeln deutscher Krimi-Mediokrität und vorsichtiger Exaltiertheit. Die Figur des Alexander Haller hab etwas von den Krimi-Dandys der Marke Sherlock oder Martin Suters Allmen. Auch die krasse, wenn auch etwas überkandidelte Auflösung des Auftaktfalles sei nicht typisch deutsch.

### Einschaltquote
In Deutschland sahen den Film bei Erstausstrahlung im Ersten 5,25 Millionen Zuschauer, der Marktanteil lag bei 20,4 Prozent.